# 赤蓑騒動
赤蓑騒動（あかみのそうどう）とは、文政8年（1825年）に信濃国松本藩で発生した世直し一揆である。一揆勢がシナノキの皮の赤蓑を着ていたことに由来する。また発生地から四ヶ庄騒動とも呼称される。一連の騒動は大町に滞在していた諏訪藩士の六角鬼洞により『赤蓑談』としてまとめられた。

## 経緯
文政8年12月14日、信濃国安曇郡大町組に属する四ヶ庄地方（白馬村神城）から発生し、12月17日朝にかけて、千国街道（糸魚川街道）沿道の村々の大半を巻き込んで、大町宿（大町市）、池田宿（池田町）、穂高宿・成相新田宿（安曇野市）の宿場の特権的問屋や、各組の大庄屋や在郷商人など約87軒を約3万人の農民が打ちこわしした事件である。成相新田宿で松本藩兵に鎮圧され、城下への侵入は阻止された。
この年は凶作であったが、四ヶ庄地方には米穀商がなく、農民たちは貯蔵米のある上層農民に借用・売却を申し入れたが拒絶され、宿場町の米穀商は米の買占めと売り惜しみに走り、米不足にもかかわらず酒屋が酒造を始めたことが、一揆の発端となった。